# Nicola Pisano

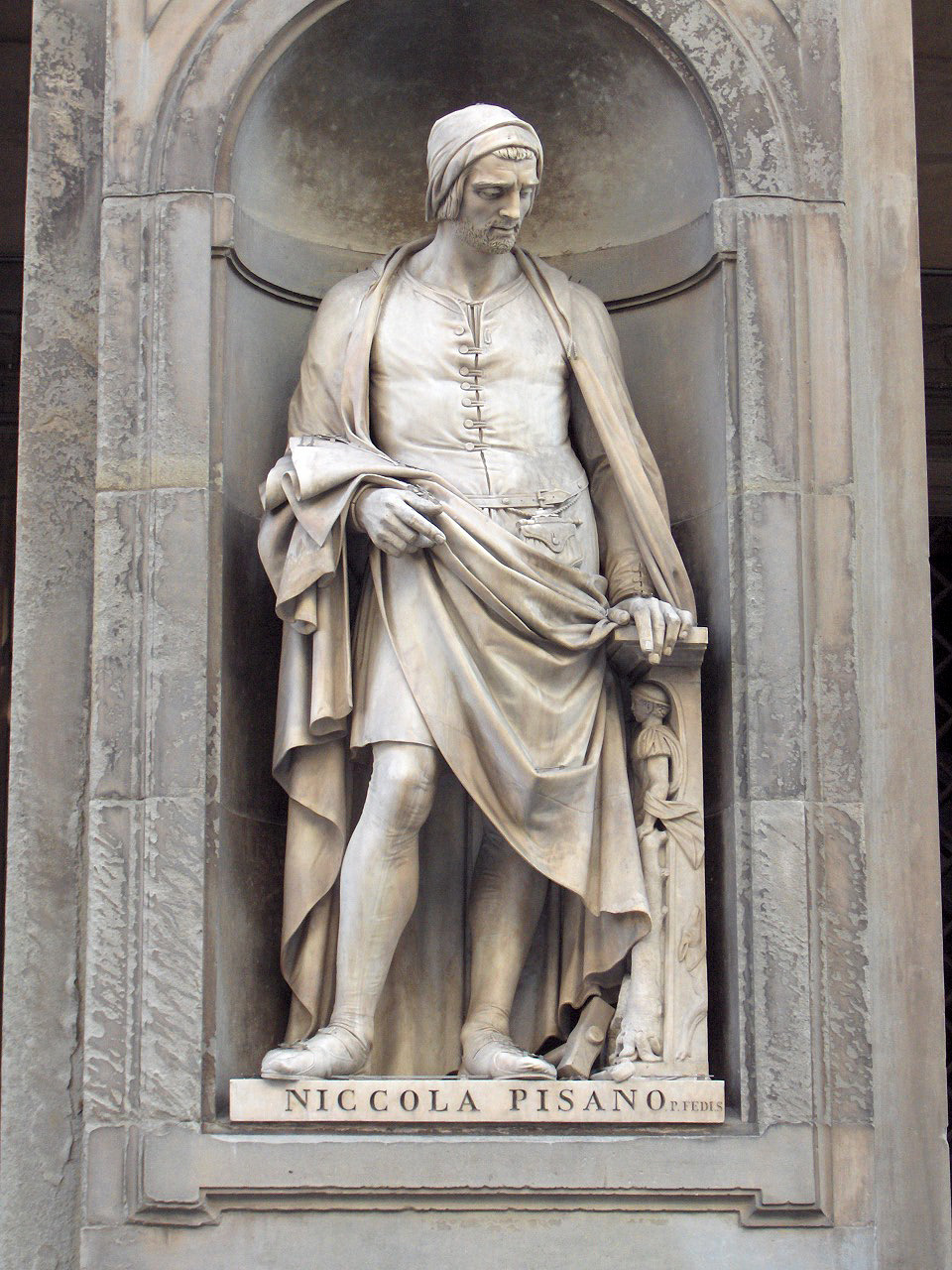
Statua di Nicola Pisano nella Galleria degli Uffizi, a Firenze.

Nicola Pisano (Puglia, tra il 1210 e 1220 circa – tra 1278 e 1287 circa) è stato uno scultore e architetto italiano, tra i principali maestri della scultura gotica a livello europeo. Ebbe un ruolo di innovatore per la scultura, similmente a  Giotto, in seguito, per la pittura, in quanto con la sua rappresentazione della figura e dello spazio miranti al naturalismo e al realismo, trasformò i caratteri della scultura italiana della seconda metà del Duecento.

## Biografia
Il luogo della sua nascita è sconosciuto. Infatti, benché abbia ricevuto l'appellativo di "Pisano", è probabile che Pisa non fosse la sua città natale, dato che in alcuni documenti è menzionato come "de Apulia", e fosse quindi di origine pugliese o comunque di zone che all'epoca ricadevano nella denominazione di "Apulia" (nel medioevo con il termine Apulia si indicava una regione più estesa della Puglia attuale, che comprendeva anche parte dell'odierna Basilicata e il territorio di Termoli in Molise). Possiamo presumere la sua provenienza anche dalla possibile formazione nelle scuole di architettura e scultura che nel Duecento erano impegnate nei cantieri in Puglia per Federico II. I grandi cantieri pugliesi federiciani (Castel del Monte, Lucera, Foggia, Trani, Bari) e le collezioni di antichità dell'imperatore, furono infatti determinanti per la formazione di un ambito di produzione artistica improntato a caratteri classicisti e naturalistici, i cui echi rivoluzionarono anche l'arte in Toscana. Si è giunti quindi alla conclusione che Nicola nacque molto probabilmente nelle Puglie dove avrebbe avuto una sua bottega, e forse per volontà di Federico II si trasferì a Pisa, città che con la sua flotta navale da sempre aveva fornito sostegno all'Imperatore, da cui il suo appellativo di "Pisano"; vi si stabilì definitivamente dopo la caduta degli svevi e vi nacque suo figlio, Giovanni, altro grande scultore del XIII secolo.
Interessanti scambi culturali ed artistici coinvolsero la Toscana ed il Mezzogiorno già nel XII secolo: la Toscana era interessata da molteplici influenze provenienti dal mondo bizantino (tramite i commerci di Pisa), dall'Emilia e dal Meridione d'Italia stesso, mentre nelle Puglie, specialmente in Capitanata e nelle zone circostanti (anche Termoli e Benevento), si diffusero i motivi tipici del romanico pisano; si ravvisano infatti, in specie nel primo ordine della facciata della Cattedrale di Foggia e del Duomo di Troia, elementi geometrici e archi decorati con motivi tipici pisani, molto simili a quelli presenti nel Duomo di Pisa. In Toscana a metà del XIII secolo si vide l'apertura di due cantieri voluti da Federico II, il Castello di Prato e l'Abbazia di San Galgano, ai quali parteciparono artisti già impegnati nei precedenti cantieri nel Sud-Italia (Riccardo da Lentini nel Castello di Prato). Questi maestri avevano già manifestato influenze gotiche nordeuropee, interesse per i modelli classici e attenzioni alla resa naturalistica delle cose e forse Nicola "de Apulia" fu uno di questi artisti.
Non è stata comunque rintracciata alcuna opera né alcuna traccia archivistica di Nicola prima del suo arrivo in Toscana, databile con le prime opere al 1247. A quell'epoca Nicola era già a capo di una bottega molto ampia e ramificata, con un grande numero di aiutanti alle sue dipendenze.
Le sue opere conosciute sono state così date:
- 1247-1269: Duomo di Siena, sia nell'architettura sia nella decorazione scultorea, con la serie delle teste-capitello e delle teste-mensola che si protrasse per molto tempo, con ampio impiego della bottega. In questo arco di tempo il pergamo del duomo di Siena va collocato tra il 1265 e il 1268.
- 1260 circa: lunetta con la Deposizione nel portale sinistro del Duomo di Lucca.
- 1260 circa: Nicola capomastro dell'Opera del Duomo a Pisa. Allo stesso periodo risale il pergamo del battistero di Pisa.
- 1275-1278: Fontana Maggiore di Perugia, con il figlio Giovanni Pisano.

Gli è stato dedicato un asteroide, 7313 Pisano.

## Architettura

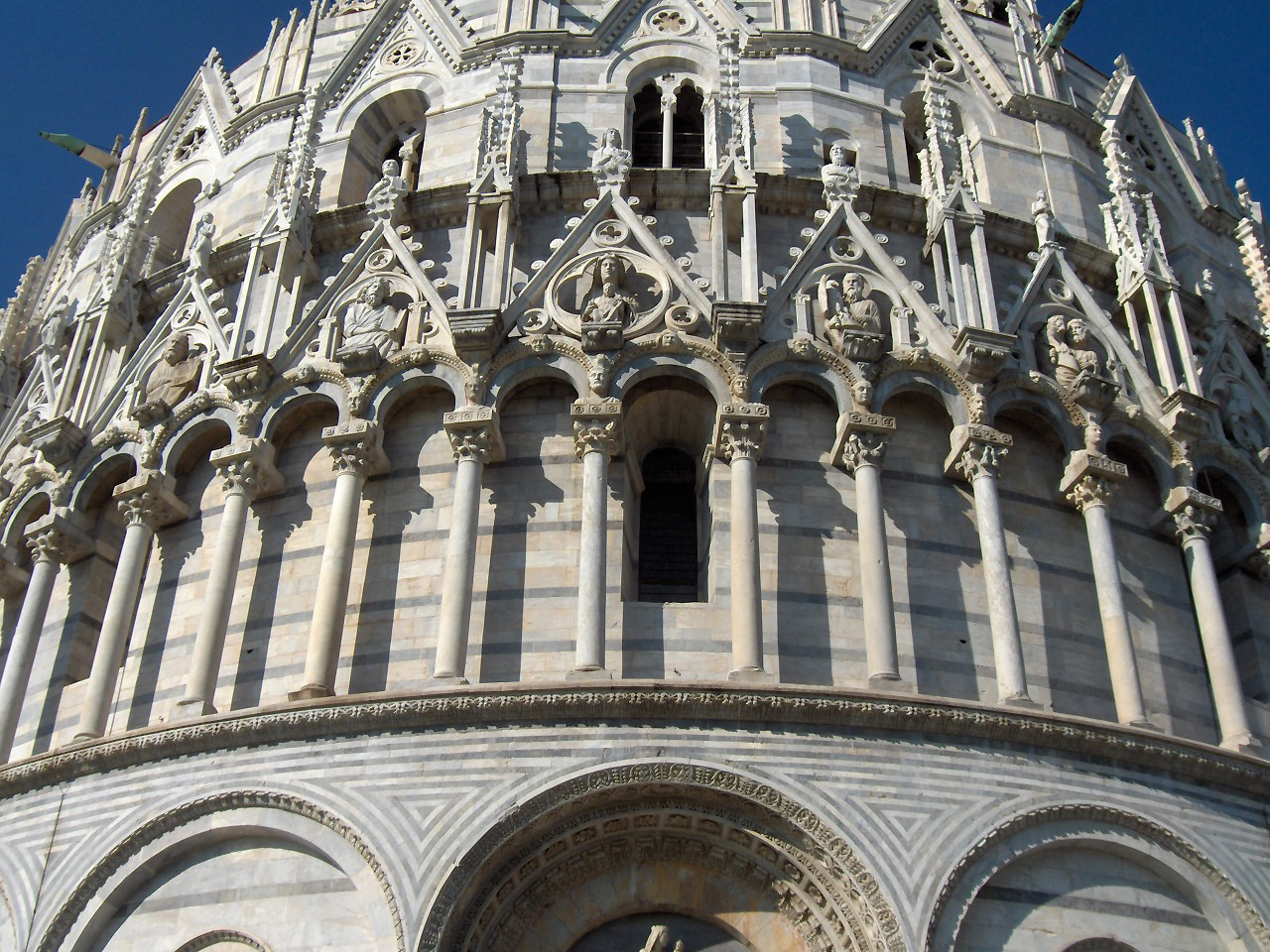
La seconda fascia del Battistero di Pisa.

A Nicola si devono la prosecuzione dei lavori al battistero di Sangiovanni iniziato dal Diotisalvi, con il completamento del secondo registro (il terzo venne invece eseguito sotto la direzione del figlio Giovanni Pisano), al quale lavorò dal 1260 circa su commissione dell'arcivescovo Federico Visconti. Al Battistero fece costruire un ordine di sessanta archetti su colonnine, sormontati da una cuspide per ogni coppia, e suo sarebbe anche il progetto per il profilo esterno della cupola, che all'epoca di Diotisalvi era stata costruita a cono rovesciato, citando l'illustre esempio della basilica del Santo Sepolcro nelle forme visibili all'epoca della prima crociata. La leggera e ritmata fascia di Nicola, più vibrante rispetto alla zona inferiore con gli archi ciechi a tutto sesto, diede un armonioso e dinamico effetto visivo ascensionale.
Nel frattempo Nicola lavorò anche, dal 1247 al 1269, alla costruzione del Duomo di Siena, che egli impostò a croce latina e con novità gotiche grazie alla consulenza di maestri cistercensi, l'ordine monastico che aveva importato per primo le novità architettoniche transalpine in Italia. La Cattedrale è a tre navate, con campate rettangolari sostenute da pilastri a fascio, ma non presenta uno slancio verticale tipicamente gotico, per l'uso degli archi a tutto sesto, per le linee orizzontali della cornice alla base del cleristorio e per la marcata bicromia, retaggio del romanico pisano. Sei pilastri disposti nel presbiterio a esagono irregolare, sorreggono i sei arconi ad altezza disuguale, sui quali venne eretta la cupola. In seguito la pianta della cattedrale venne ristrutturata e ingrandita da altri architetti (compreso, nuovamente, Giovanni Pisano).

## Scultura
L'attività di scultore di Nicola è strettamente legata a quella di architetto, con decorazioni plastiche per le opere da lui realizzate; anche nel caso dei due famosi pergami, quello del Battistero di Pisa e quello del Duomo di Siena, si trattò di opere comunque realizzate per gli stessi edifici al quale egli lavorava come architetto.

### Le decorazioni del Duomo di Siena
La prima sua opera documentata è la serie delle teste collocate in corrispondenza di vari elementi architettonici nel Duomo di Siena: quattro teste-capitello nella trifora nord e ventidue teste-mensola nella cornice del tamburo sul quale poggia la cupola. Queste opere sono difficilmente fruibili perché situate a notevole altezza, ma nonostante ciò fu impiegata una grande cura nella loro realizzazione. Tra le più antiche di mano del maestro viene collocata la cosiddetta testa di Giove, dove il volto di un uomo maturo dalla barba arricciata riprende alcuni modelli della scuola federiciana (come lo Zeus della Porta di Capua), in particolare riguardo al naturalismo dei lineamenti e alla notevole tensione espressiva che denunciano la mano di Nicola. Rispetto alle opere dell'Italia meridionale si può già notare un maggiore classicismo, dovuto probabilmente allo studio dei sarcofagi e degli altri rilievi dell'arte romana presenti in cospicuo numero a Pisa (che confluirono poi nel Camposanto Monumentale dove si trovano tutt'oggi).

### La lunetta dellaDeposizionea Lucca

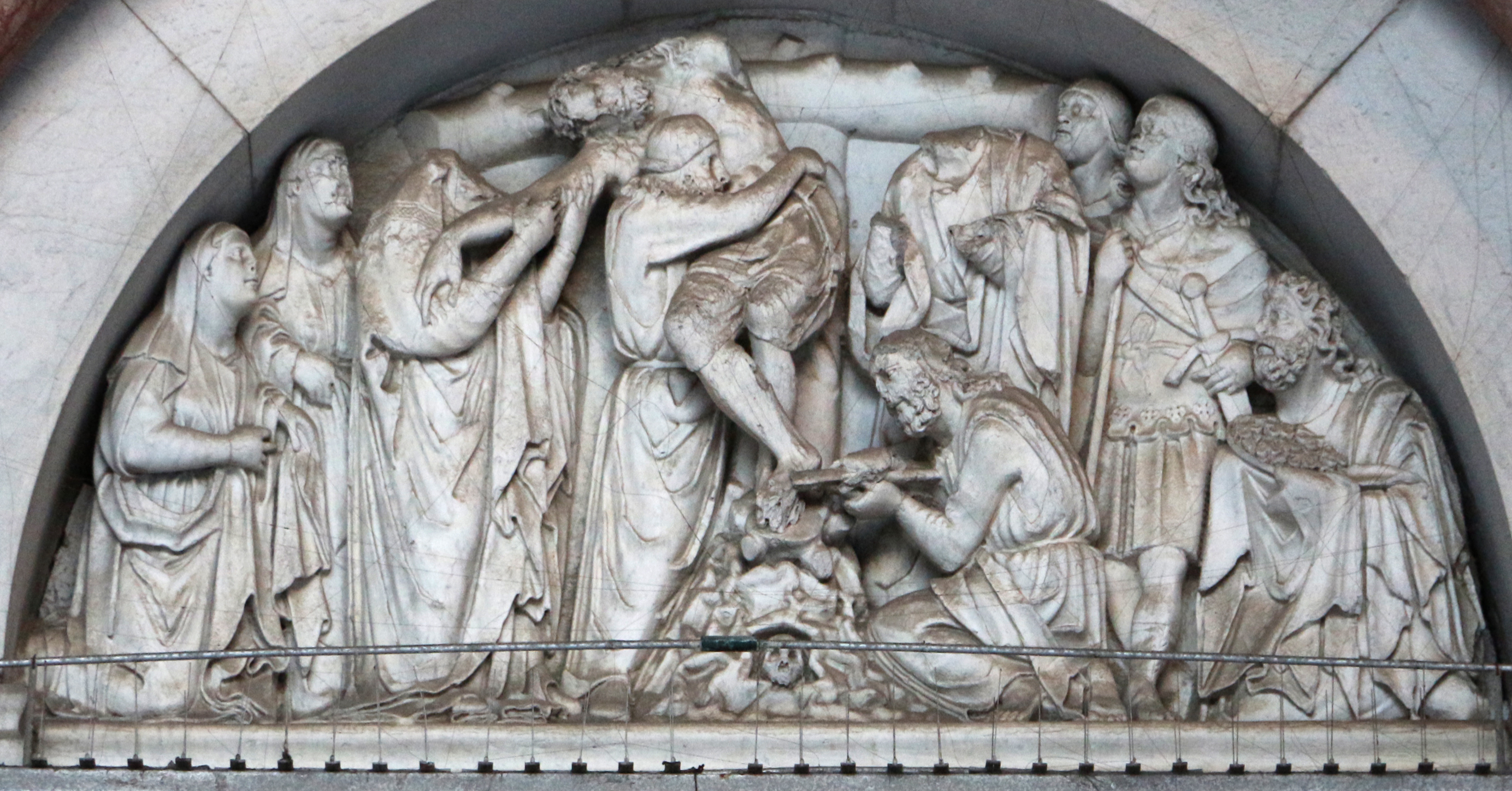
Deposizione del portale del Duomo di Lucca.

Al 1260 o a una data di poco anteriore viene ascritta la lunetta con la Deposizione per il portale sinistro del Duomo di Lucca.
L'opera ha una notevolissima tensione drammatica, con il corpo del Cristo morto secondo l'iconografia del Christus patiens (ripresa dalle croci dipinte da Giunta Pisano dopo il 1230 o forse tratta da un libro di modelli sicuramente noto a Nicola chiamato Livre de Portaiture, del francese Villard de Honnecourt), una raffigurazione destinata a suscitare la commozione dello spettatore, secondo i dettami di coinvolgimento dei fedeli promossi dagli ordini mendicanti. Sono abolite le proporzioni gerarchiche e le figure si dispongono con una grande naturalezza nello spazio semicircolare, senza per questo sacrificare la loro resa plastica. Il Cristo inerte che si accascia su Giuseppe d'Arimatea, con la testa reclinata e con le gambe incrociate ancora inchiodate alla croce, è particolarmente naturale e sprigiona una vivida narrazione drammatica.

### Il pergamo del Battistero di Pisa

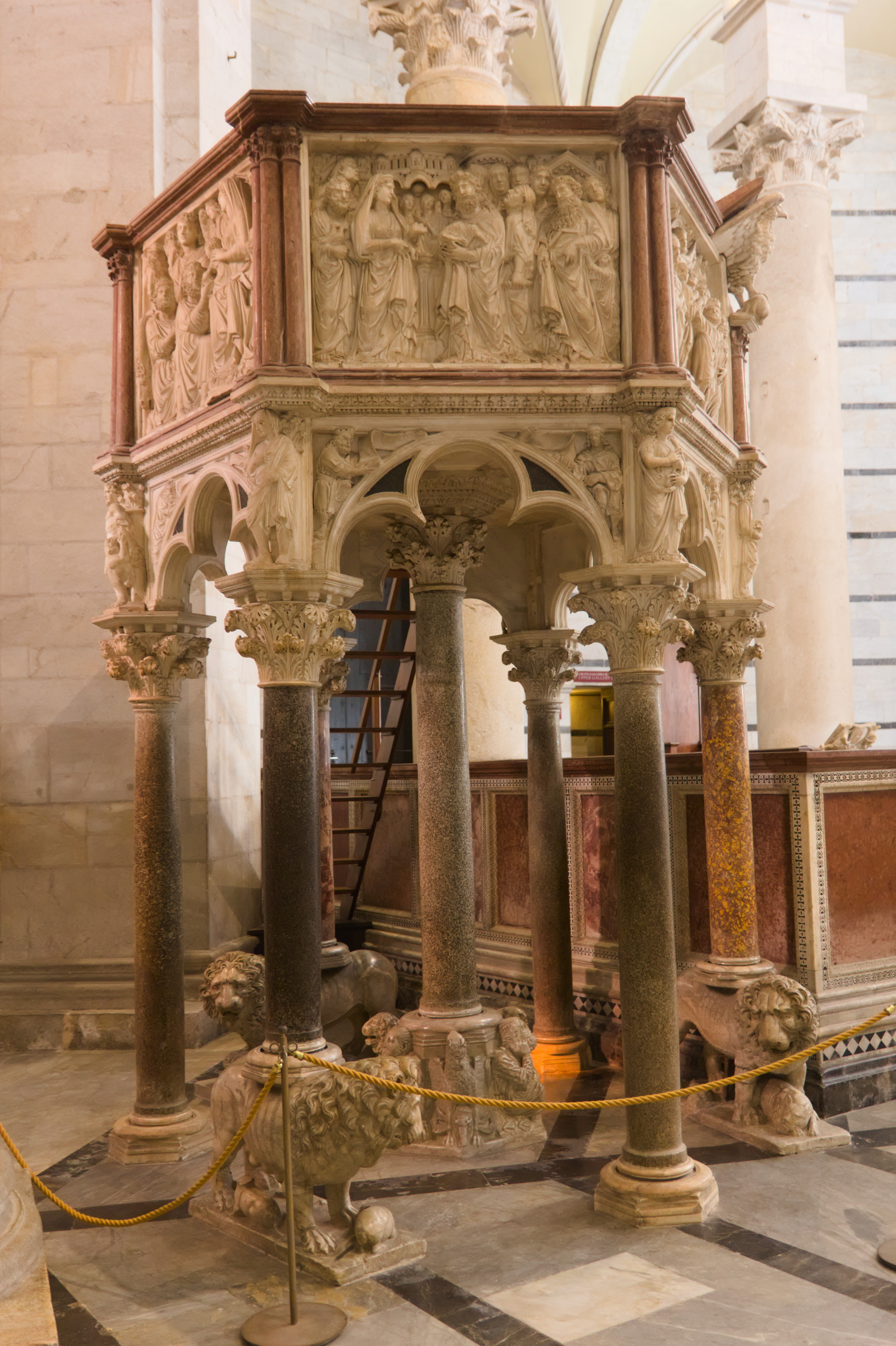
Il pergamo del Battistero di Pisa.

Il pergamo del battistero di Pisa, firmato e datato 1260 (quindi verosimilmente iniziato verso il 1257) è un'opera di piena maturità, con la quale vengono introdotte contemporaneamente una serie cospicua di novità di assoluto rilievo.
Innanzitutto la struttura a base esagonale non ha precedenti: si pensi al pulpito di Guglielmo già nel Duomo di Pisa (oggi in quello di Cagliari) o a quelli diffusi nel XII secolo in Italia meridionale, tutti o a base quadrata o rettangolare.
Sostenuto da sei colonne laterali (tre delle quali poggianti su leoni stilofori) e una centrale con basamento scolpito con tre telamoni, ha il parapetto ornato da cinque pannelli a bassorilievo con scene della vita di Cristo:
- Natività;
- Adorazione dei Magi;
- Presentazione al tempio;
- Crocifissione;
- Giudizio Universale;
- sul sesto lato si trova l'apertura per accedere al vano rialzato.

Inoltre tra le colonne sono ricavati archetti trilobati con rilievi nei pennacchi (con Profeti e evangelisti) e sopra i capitelli si trovano altrettante statue con Quattro virtù cardinali, San Giovanni Battista e l'Arcangelo Michele.

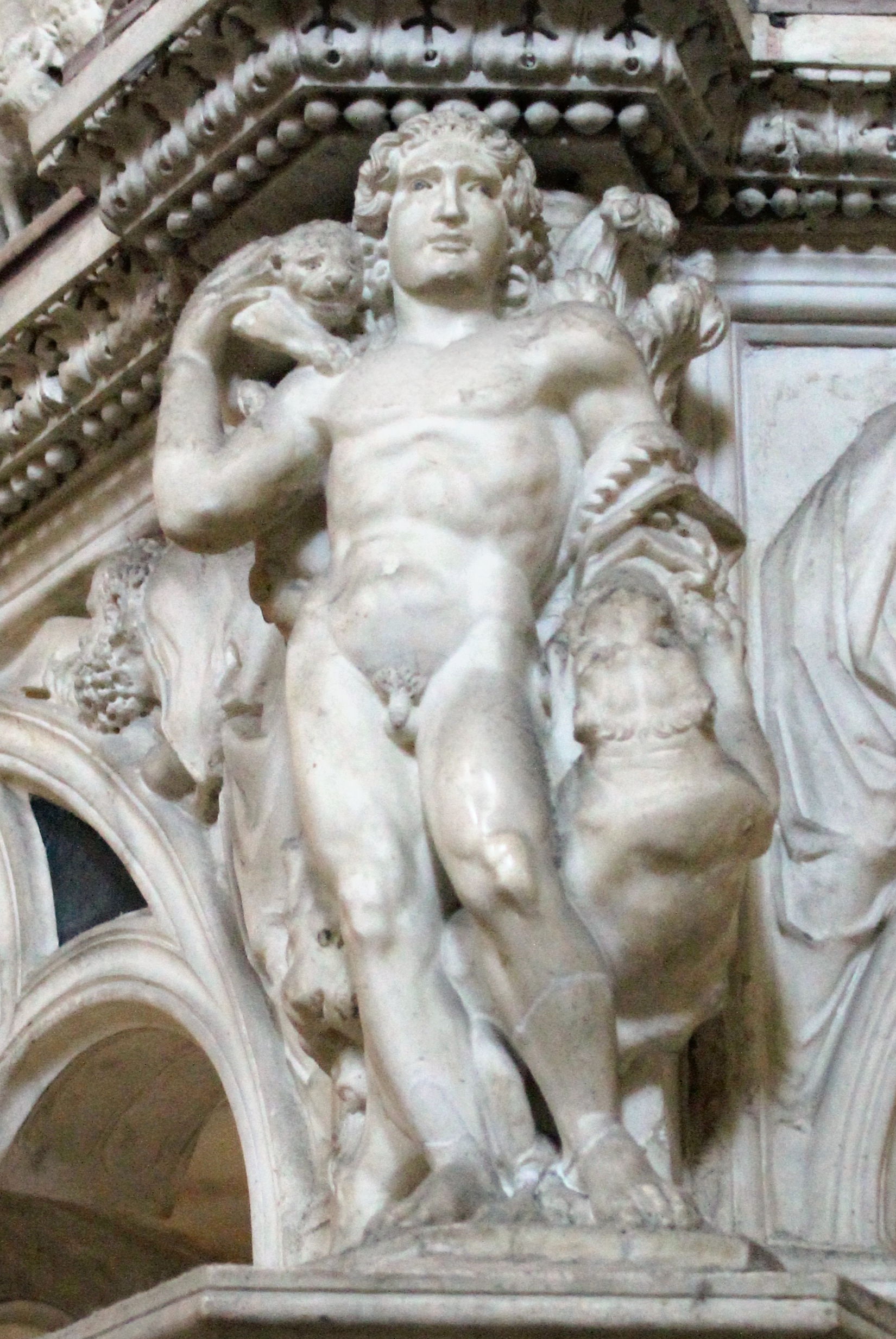
Fortezza, pergamo del Battistero di Pisa.

Nicola diede un possente realismo ai rilievi, con vertici nelle figure quasi a tutto tondo sopra i capitelli. La Carità per esempio presenta un panneggio morbido e realistico e intreccia con un puttino un tenero contatto delle mani; la Fortezza poi è uno dei primi nudi ripresi dall'antichità, con un'evidentissima citazione di un Ercole classico, con tanto di pelle leonina. La posa leggermente inarcata e dalle linee sciolte venne ripresa più di due secoli e mezzo dopo da Michelangelo Buonarroti per il celeberrimo David.
Evidentissimi sono i debiti con le sculture romane, tanto da avere vere e proprie citazioni, come nella Madonna seduta nell'Adorazione dei Magi, ripresa da una Fedra in un sarcofago pisano, o il vecchio con un braccio sorretto da un putto nella Presentazione al tempio, riadattato dal rilievo di un cratere con scene dionisiache sempre a Pisa.
I personaggi sono rappresentati su più piani, secondo una disposizione spaziale realistica, con un'acuta descrizione delle fisionomie e un vivace e dinamico senso della narrazione. I bassorilievi dei pannelli non sfigurano quindi accanto ad originali romani del II-III secolo, ma vi si possono rintracciare anche le inquietudini tipicamente gotiche, nella spigolosità del ricadere dei panneggi o nelle barbe e nelle criniere cavalline ricavate col trapano.
Il culmine drammatico del ciclo si raggiunge nella Crocefissione, di grande rigore compositivo, dove quasi tutti i personaggi convergono lo sguardo al Cristo morto. Nicola relegò al secondo piano l'iconografia tradizionale (la personificazione dell'Ecclesia accolta da un angelo, contrapposta a quella della sinagoga scacciata), dedicandosi nel primo piano ad un complesso schema di emozioni suscitate dalla morte del Cristo: dal notevole pathos nelle realistiche espressioni di dolore (per esempio di san Giovanni), all'inedita rappresentazione della Madonna svenuta (derivata da fonti letterarie francescane) o alla verace espressione dubbiosa del fariseo sulla destra che si tocca pensoso la barba.
Rispetto alla Deposizione di Lucca qui il Cristo è meno dolorosamente inerme, anzi il magnifico modellato del corpo ne trasfigura la regale bellezza duplicemente umana e divina.

### L'arca di san Domenico a Bologna

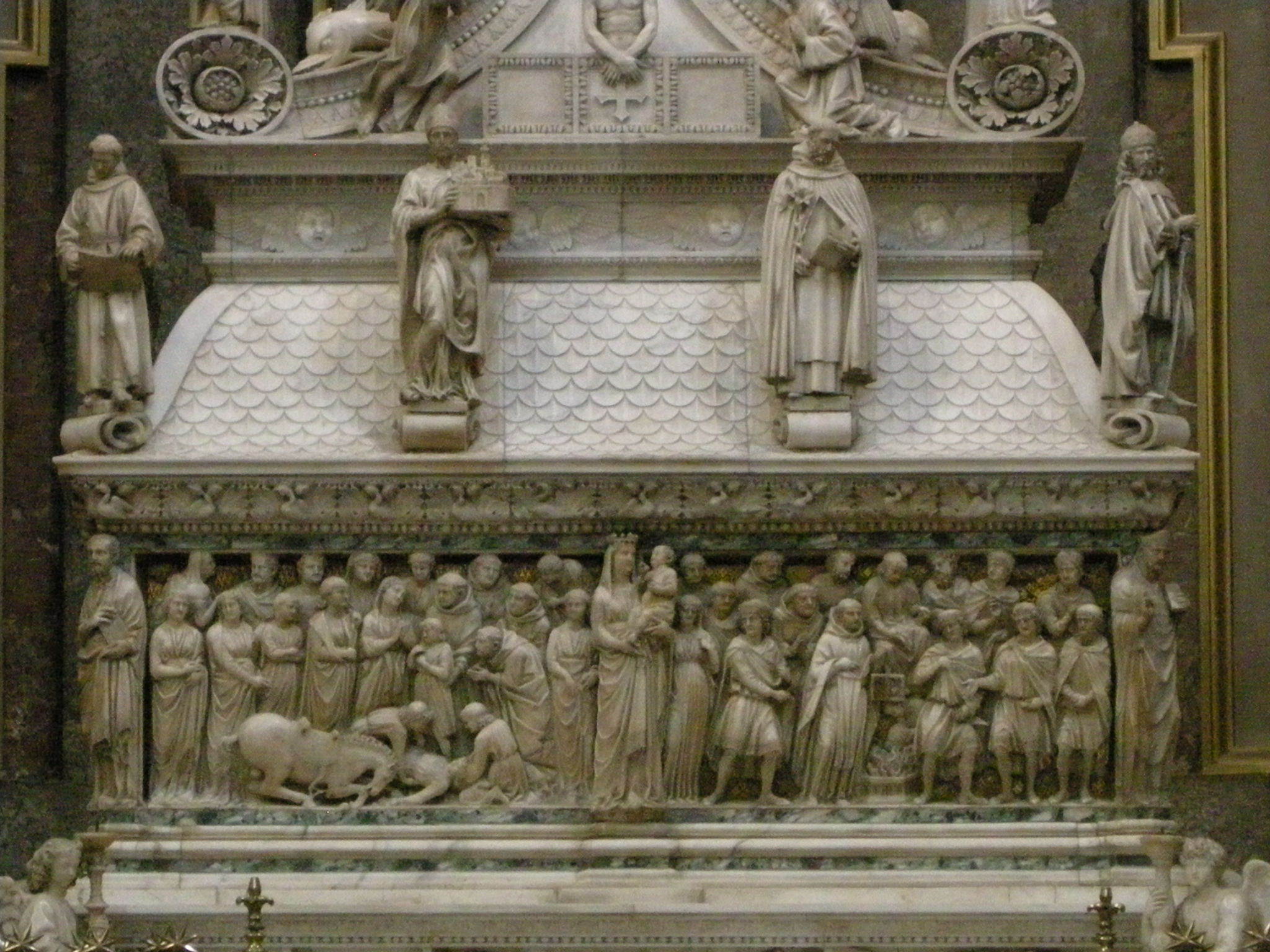
L'arca di san Domenico nel suo aspetto attuale.

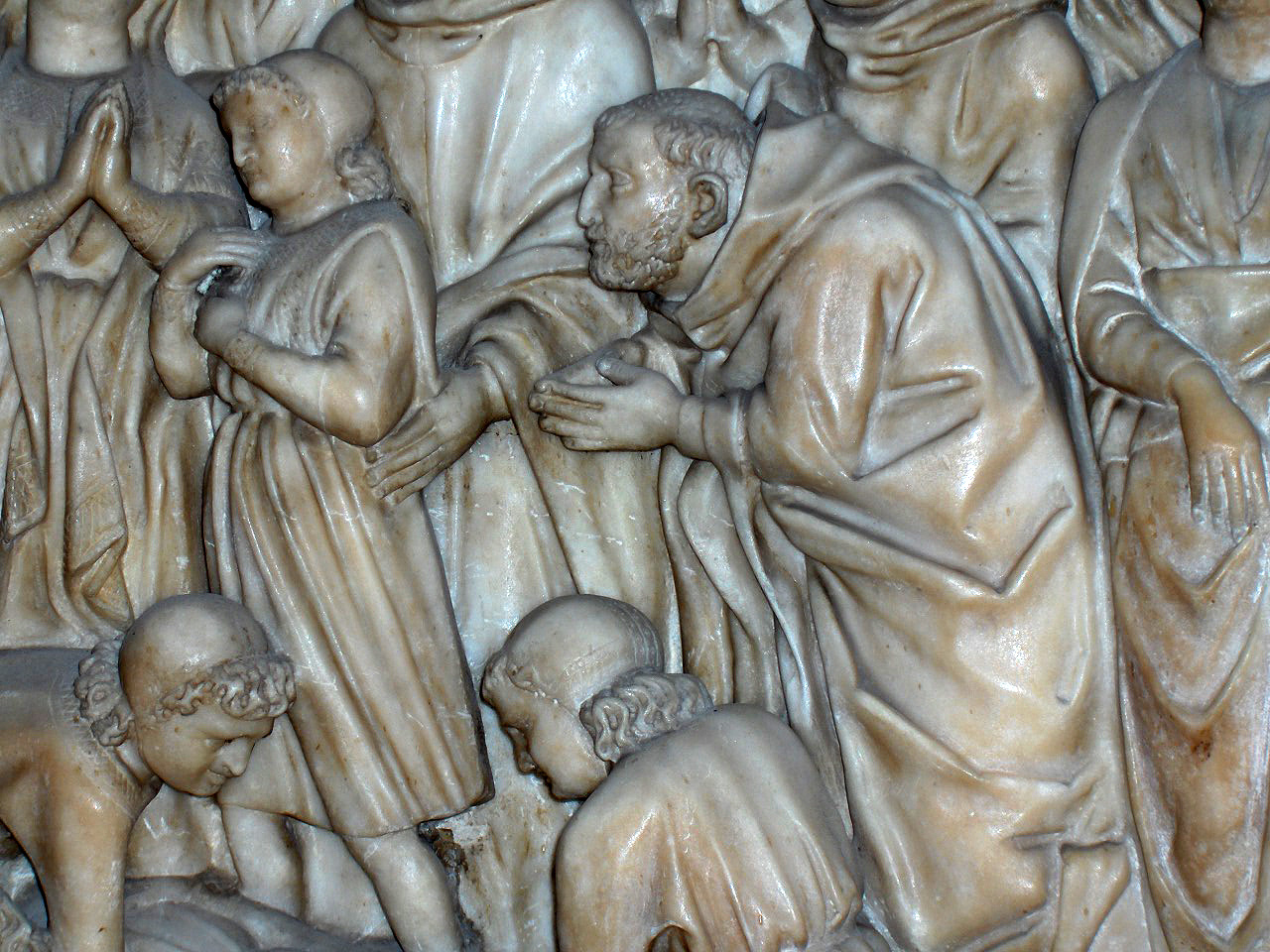
San Domenico

Nelle successive opere di Nicola si nota un più ampio intervento della bottega, comprese le mani dei suoi migliori allievi: il figlio Giovanni Pisano, Arnolfo di Cambio e Guglielmo da Pisa. Non è affatto facile però distinguere le parti autografe del maestro da quelle dei collaboratori.
Avvenne così che l'arca di San Domenico per la chiesa di San Domenico a Bologna, fu commissionata a Nicola nel 1264 e portata a termine il 5 giugno 1267 fu scolpita prevalentemente da Arnolfo di Cambio e dal converso domenicano Guglielmo da Pisa: lo testimonia l'analisi stilistica di molte figure scolpite che presentano caratteristiche più goticheggianti, con forme nervose e lineamenti più marcati; ma soprattutto il fatto che dal 1265 Nicola era contemporaneamente impegnato a Siena per l'importante commissione del pergamo del Duomo. La bottega di Nicola realizzò il sarcofago parallelepipedo scolpito su tutti e quattro i lati che in origine poggiava su quattro o sei colonne cariatidi (l'arca fu poi ingrandita alla fine del Quattrocento con l'intervento di Niccolò dell'Arca e di Michelangelo).
Sul sarcofago sono rappresentate le Storie della vita e miracoli di san Domenico, con figure di Santi ad altorilievo agli spigoli.
Sui lati lunghi del sarcofago:
- Guarigione di Reginaldo d'Orleans;
- Approvazione dell'Ordine da parte di papa Innocenzo III;
- Miracolo della resurrezione di Napoleone Orsini caduto da cavallo;
- Miracolo del fuoco.

Sui lati corti:
- Miracolo dei pani recati dagli angeli alla mensa del Santo;
- I santi Pietro e Paolo consegnano la Missione dell'Ordine.

### Il pergamo del Duomo di Siena

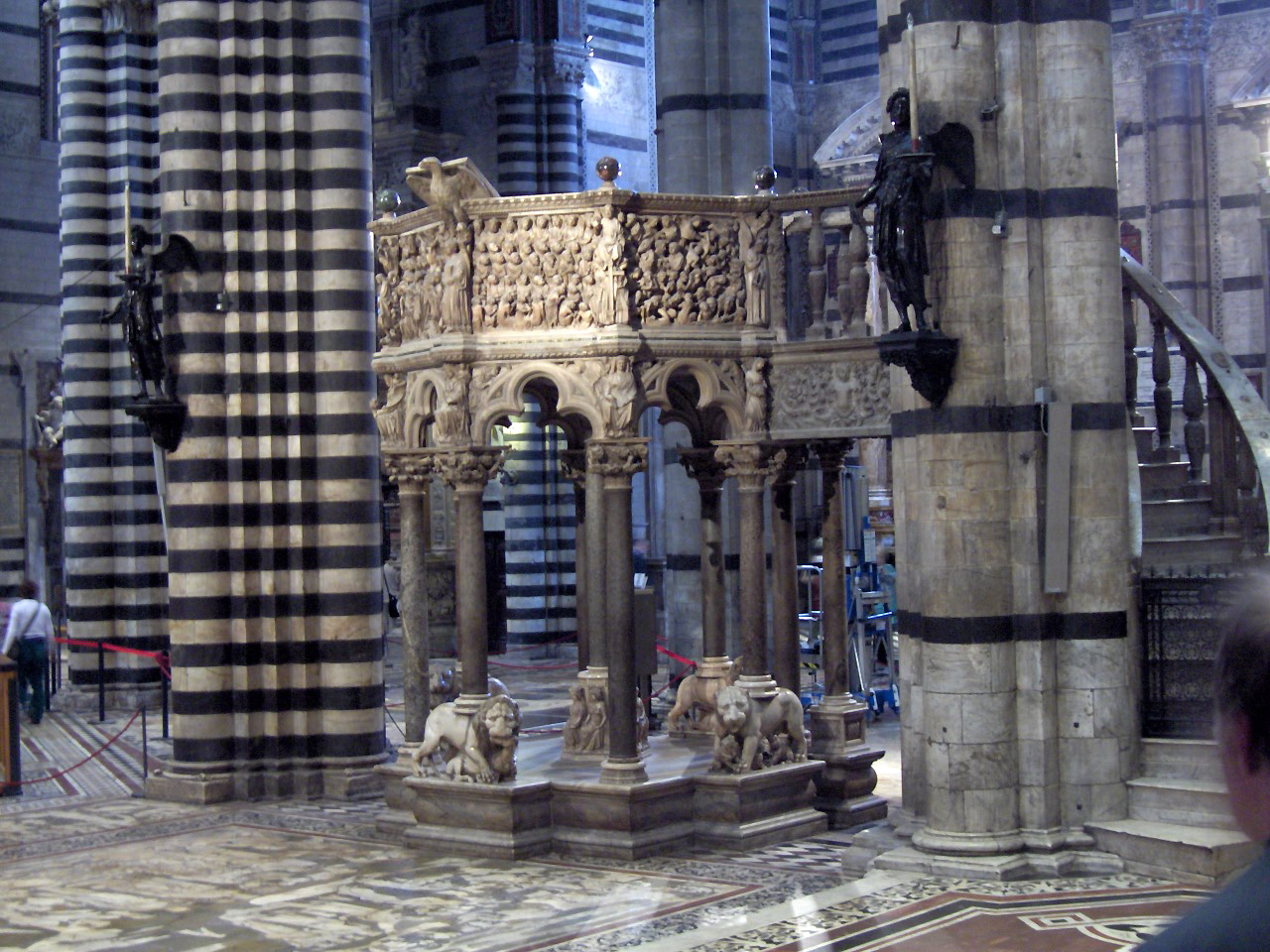
Il pergamo di Siena.

Il pergamo del Duomo di Siena è stato per lungo tempo attribuito a Giovanni Pisano, ma recenti scoperte documentarie ne hanno comprovato la realizzazione ad opera della bottega di Nicola. La sua realizzazione risale al periodo tra il 1265 e il 1268.
Se la struttura venne ripresa dal precedente pergamo del Battistero pisano (nove colonne delle quali tre con leoni stilofori, archetti trilobati con pennacchi scolpiti e statue a tutto tondo al di sopra dei capitelli), molte furono le novità sia architettoniche che nelle sculture.
Innanzitutto venne abolita la struttura a pannelli scolpiti a favore di uno schema più continuo e animato, intervallato solo da sculture di figure più grandi collocate agli angoli, anziché dalle cornici e dalle colonnine.
La figura di base divenne ottagonale, per questo fu aggiunta la Strage degli Innocenti, mentre il Giudizio Universale venne dilatato su due pannelli con al centro il Cristo giudice.
La struttura dei rilievi è molto diversa, con scene molto affollate nelle quali i piccoli personaggi sono disposti su ben quattro o cinque piani sovrapposti, secondo un ritmo molto concitato, sottolineato anche da gesti più animati ed espressioni più corrucciate.
Molte fonti parlano di un'opera "goticheggiante" rispetto a quella del battistero di Pisa considerata "classicheggiante"; sarebbe forse più corretto parlare di una diversa ispirazione classica: per Nicola gotico e classico non sono due estremi in antitesi, anzi probabilmente i nuovi schemi compositivi sono frutto di uno studio su rappresentazioni di battaglia su sarcofagi del III secolo, inoltre a Siena il retaggio classico è meno forte di quanto sia a Pisa e può darsi che i committenti avessero optato per una rappresentazione più patetica e sovraccarica.

### La Fontana Maggiore

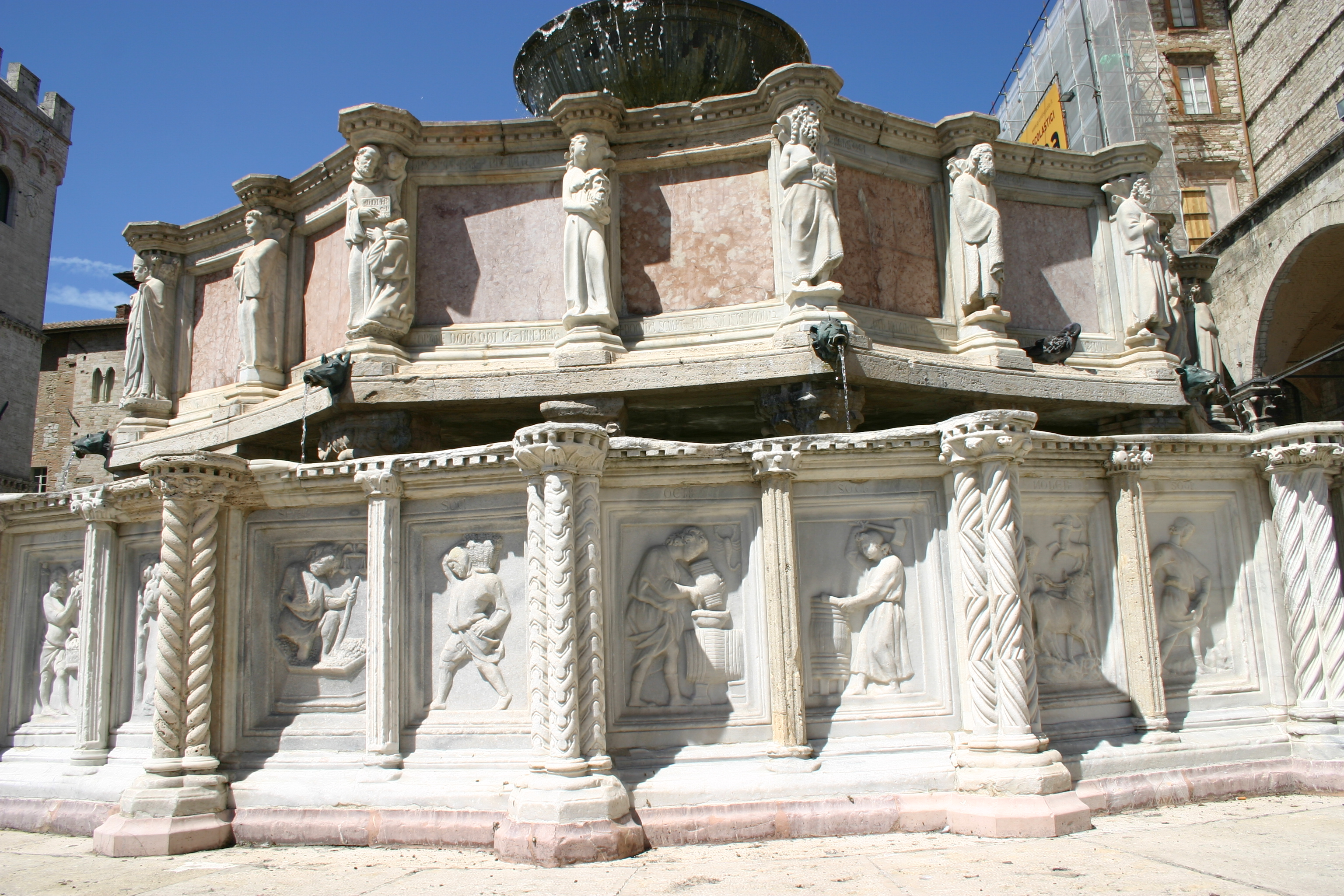
La Fontana Maggiore di Perugia.

L'ultima opera certa di Nicola è la Fontana Maggiore di Perugia, realizzata con tutta la bottega tra il 1275 e il 1278, e firmata assieme al figlio Giovanni.
Essa costituisce il primo esempio di fontana pubblica concepita come elemento monumentale di arredo di uno spazio urbano; è composta da due vasche poligonali concentriche e sovrapposte, decorate da vari rilievi sulle fasce esterne. Vi sono raffigurati vari temi che compongono un vasto ciclo enciclopedico e allegorico, con richiami religiosi, politici ed etici.